# Matteo Paro
Matteo Paro (né le 17 mars 1983 à Asti dans le Piémont) est un joueur de football italien, qui évolue au poste de milieu de terrain.

## Biographie
Matteo Paro fait ses débuts en Serie A le 17 mai 2003, lors d'une défaite 2–1 contre Reggina.
À l'été 2003, la Juventus vend la moitié des droits au Chievo Vérone en juillet pour 450 000 € avec Sculli et Gastaldello contre Nicola Legrottaglie.
En 2005, la Juventus les reprend pour 1,05M € (350 000 € chacun). Mais Paro et Gastaldello furent vendus à Sienne en copropriété pour 450 000 € chacun.
En 2006, la Juventus est relégué en Serie B, et rachète 50 % des droits de Paro à Sienne. Il inscrit notamment le premier but de l'histoire de la Juventus en Serie B, lors d'un nul 1–1 contre Rimini le 9 septembre 2006.  
À l'été 2007, il est vendu au Genoa en copropriété pour 1,5 million €.
La Juventus reçut également 2 millions € pour le joueur en juin 2008.
En juillet 2009, Paro rejoint les néo-promus de Bari en prêt. Le 29 janvier 2010, il est à nouveau prêté à Piacenza.